# David Mulligan
David Mulligan, född den 24 mars 1982, är en nyzeeländsk fotbollsspelare. Han spelar för Waitakere United. Han spelade även i Nya Zeelands fotbollslandslag.

## Klubbkarriär
Mulligan började sin karriär i Barnsley FC där han hann med att spela 66 matcher innan han lämnade klubben i oktober 2003. Han skrev fem månader senare kontrakt med Doncaster Rovers FC. Där spelade han 77 matcher innan han bytte klubb till Scunthorpe United FC. Han blev en period utlånad till Grimsby Town FC under 2007 innan han återigen bytte klubb, denna gång till Port Vale FC där han endast blev kvar i ett halvår.
Han flyttade sedan till Nya Zeeland och Wellington Phoenix FC som spelar i den australiensiska och nyzeeländska proffsligan A-League. Han fick endast spela tre matcher under sina två säsonger i klubben och han fick inte fortsatt förtroende efter säsongen 2009/2010.

## Landslagskarriär
Mulligan debuterade för Nya Zeelands landslag den 13 oktober 2002 i en match mot Estland. Han är uttagen till Nya Zeelands VM-trupp 2010.